# Gaspar de Zúñiga y Acevedo
Pour les articles homonymes, voir Zúñiga.
Gaspar de Zúñiga y Acevedo, Comte de Monterrey (en espagnol: Don Gaspar de Zúñiga y Acevedo, conde de Monterrey) (1560, Monterrei—16 mars 1606, Pérou), noble espagnol, neuvième Vice-roi de Nouvelle-Espagne qu'il gouverne du 5 novembre 1595 au 26 octobre 1603. Du 18 janvier 1604 jusqu'à sa mort en 1606, il est Vice-roi du Pérou.

## Ses jeunes années
Zúñiga y Acevedo est l'aîné du quatrième conde de Monterrey, Géronimo de Acevedo y Zúñiga. Il étudie à Monterrei sous la direction de jésuites. En 1578, il entre au service du Roi Philippe II. Il participe à la campagne du Portugal où il conduit la milice de Galice, qu'il rétribue sur sa propre cassette. Zúñiga prend également part à la défense du port de La Coruña lorsqu'il est attaqué par le corsaire britannique Francis Drake en 1589.

## Vice-roi de Nouvelle-Espagne
Le 28 mai 1595, Zúñiga est nommé vice-roi de Nouvelle-Espagne. Il arrive à Veracruz, à la mi-septembre en tant que successeur de Luis de Velasco. Le 5 novembre 1595 il fait son entrée solennelle à Mexico, prenant dès lors les rênes du gouvernement de la colonie.
Il augmente les impôts des Indigènes, mais on dit qu'il porte une attention personnelle aux réformes requises pour empêcher leur exploitation.
Le 20 septembre 1596, Diego de Montemayor fonde la ville de Monterrey, ce nom lui est donné en l'honneur du vice-roi, originaire de Monterrei en Espagne.
En 1597, des pirates attaquent le port de Campeche, prennent la ville et terrorisent la population. Zúñiga ordonne que la protection des ports soit améliorée. Il fait aussi déplacer la ville de Veracruz à son emplacement actuel qui est bien plus sûr.
En 1598, Philippe II meurt et Philippe III lui succède.
En 1601, les indigènes de Topia se soulèvent contre les Espagnols mais grâce à l'intervention de Idefonso de la Mota, évêque de Guadalajara, ils s'apaisent. Les jésuites y établissent ensuite des missions sur le territoire des Tarahumara.

## Explorations
Parmi ses premières décisions en tant que vice-roi, il organise une expédition pour explorer et coloniser le Nouveau-Mexique, perpétuant ainsi la politique de son prédécesseur. Cette expédition est commandée par Juan de Oñate, qui fonde la ville de Santa Fe, mais il ne découvrira pas la cité légendaire des siete ciudades de oro (les sept villes en or) des provinces de Cibola et Quivira.
Il envoie également deux expéditions d'explorations des côtes pacifiques du Mexique. Sebastián Vizcaíno embarque depuis Acapulco en 1596 avec trois navires. Durant cette expédition, Vizcaíno fonde La Paz (Basse-Californie du Sud), ainsi nommée grâce à l'accueil pacifique des Indigènes. Il découvre également le Cap San Sebastián.
Plus tard, une nouvelle expédition de Vizcaíno avec la même mission embarque le 5 mai 1602 sur 4 navires. Celle-ci sera plus féconde. Ensenada est fondée, la baie de San Diego est explorée et l'île Santa Catalina baptisée. Les explorateurs vont jusqu'au nord de la baie de Monterey (Californie), que Vizcaíno nomme ainsi en l'honneur du vice-roi.

## Vice-roi du Pérou
Le 19 mai 1603, Zúñiga y Acevedo est nommé Vice-roi du Pérou. Il reste en Nouvelle-Espagne jusqu'en septembre pour y attendre son successeur Juan de Mendoza y Luna. Après l'arrivée du nouveau Vice-roi, ils se rencontrent à Orizaba, à mi-chemin de Veracruz et Mexico. Zúñiga y organise une semaine de festivités dont on dit qu'elle coûta plus d'un an de salaire de Vice-roi.
Le nouveau Vice-roi prend en charge l'administration de la Nouvelle-Espagne en octobre et Zúñiga y Acevedo embarque à Acapulco pour Lima.
Des affaires personnelles le retardent encore à Panama et Paita. Il n'entre pas à Lima avant le 28 novembre 1604. 
Il termine les préparatifs en vue de l'expédition navale de Pedro Fernandes de Queirós vers les mers du sud qui embarque le 21 décembre 1605. Zúñiga y Acevedo meurt peu après à son poste sans avoir eu la possibilité d'initier des réformes.